# Мечеть в селе Сусай
Мечеть в селе Сусай (азерб. Susay məscidi) — историко-архитектурный памятник, построенный в селе Сусай Губинского района Азербайджанской Республики.
Постановлением Кабинета министров Азербайджанской Республики от 2 августа 2001 года №132 мечеть включена в список недвижимых памятников истории и культуры местного значения.

## История
Существуют мнение, что мечеть в селе Сусай Губинского района Азербайджана была построена в XIV или XIX веке. При взятии мечети на учёт в 2001 году датой её основания был указан 1854 год. Однако, по словам жителей села, мечеть была построена еще в XIV веке. Они называют эту дату с учётом надписи на двери мечети. На двери, вырезанной из дуба, указано имя мастера, изготовившего её, и дата её изготовления – 721 год по календарю хиджры (1321 год). Кроме того, жители села утверждают, что одну из старинных дверей мечети увезли в Лондон приехавшие в Азербайджан англичане, и эта дверь сейчас хранится в одном из музеев Франции. При строительстве мечети были использованы речной камень и кирпичи. Большие колонны внутри мечети со старинными знаками также выполнены из дуба. На каменных плитах в коридоре здания имеются надписи арабским алфавитом.
В 1928 году советские власти официально приступили к борьбе против религии. В декабре того года ЦК КП Азербайджана передал большое количество мечетей, церквей и синагог на баланс клубов в целях проведения просветительской работы. Если в 1917 году в Азербайджане было 3 тысячи мечетей, то в 1927-м это число составляло 1700, а в 1933-м - 17. После оккупации мечеть была закрыта. Её здание использовалось как амбар.
После восстановления независимости Азербайджана постановлением Кабинета министров Азербайджанской Республики от 2 августа 2001 года №132 мечеть была включена в список недвижимых памятников истории и культуры местного значения.
В мечети действует религиозная община мечети села Сусай, зарегистрированная в Госкомитете по работе с религиозными учреждениями.